# Villeneuve-Tolosane
Villeneuve-Tolosane é uma comuna francesa na região administrativa de Occitânia, no departamento de Alta Garona. Estende-se por uma área de 5,08 km². Em 2010 a comuna tinha 10 112 habitantes (densidade: 1 990,6 hab./km²).